# Greatest Hits II
«Greatest Hits II» — збірник британського рок-гурту «Queen», випущений 28 жовтня 1991 року. Він посів перше місце у чарті Великої Британії і є десятим найпродаванішим в історії чарту Великої Британії, з обсягом продажів 3.9 мільйонів копій станом на 2014 рік, по всьому світі було продано 19 мільйонів копій. Накопичений обсяг продажів («Greatest Hits II» і «Classic Queen» для США і Канади разом узяті) перевищує 23 мільйони в усьому світі. Це також найпродаваніший альбом іноземного виконавця в Фінляндії.
Фредді Мерк'юрі розробив логотип гурту для обкладинки альбому, використовуючи астрологічні знаки чотирьох учасників: двох Левів, одного Рака і одну Діву.

## Вміст
Збірник містить більшість хітів «Queen» з 1981 по 1991 рік. Сингли «Body Language», «Back Chat», «Las Palabras de Amor», «Thank God It's Christmas», «Princes of the Universe» і «Scandal» не представлені у цьому випуску. «Las Palabras de Amor», «Thank God It's Christmas» і «Princes of the Universe» були пізніше включені в «Greatest Hits III».

## Реліз
«Greatest Hits II» вийшов менш ніж за місяць до смерті вокаліста Фредді Мерк'юрі і був останнім релізом «Queen», коли він був ще живий. Альбом спочатку був не доступний в США і пізніше його замінили на двійника «Classic Queen» на початку 1992 року. «Greatest Hits II» пізніше став доступний в США в двох бокс-сетах: «Greatest Hits I & II» і «The Platinum Collection: Greatest Hits I, II & III». 19 квітня 2011 року «Hollywood Records» випустили оновлену версію «Greatest Hits II» в США і Японії.
Супутнє відео «Greatest Flix II» вийшло в той же час, але нині[коли?] не випускається. Більшість відео тепер доступно на DVD «Greatest Video Hits 2», за винятком відео з альбому «Innuendo» 1991 року.

## Трек-лист
| Перша сторона | Перша сторона                                          | Перша сторона     | Перша сторона |
| #             | Назва                                                  | Автор             | Тривалість    |
| ------------- | ------------------------------------------------------ | ----------------- | ------------- |
| 1.            | «A Kind of Magic» (з A Kind of Magic, 1986)            | Роджер Тейлор     | 4:22          |
| 2.            | «Under Pressure» (з Девідом Бові; з Hot Space, 1982)   | Queen, Девід Бові | 3:57          |
| 3.            | «Radio Ga Ga» (з The Works, 1984)                      | Тейлор            | 5:43          |
| 4.            | «I Want It All» (сингл-мікс, з The Miracle, 1989)      | Queen (Браян Мей) | 4:01          |
| 5.            | «I Want to Break Free» (сингл-мікс, з The Works, 1984) | Джон Дікон        | 4:18          |

| Друга сторона | Друга сторона                                         | Друга сторона           | Друга сторона |
| #             | Назва                                                 | Автор                   | Тривалість    |
| ------------- | ----------------------------------------------------- | ----------------------- | ------------- |
| 6.            | «Innuendo» (з Innuendo, 1991)                         | Queen (Мерк'юрі/Тейлор) | 6:27          |
| 7.            | «It's a Hard Life» (з The Works, 1984)                | Фредді Мерк'юрі         | 4:09          |
| 8.            | «Breakthru» (з The Miracle, 1989)                     | Queen (Мерк'юрі/Тейлор) | 4:09          |
| 9.            | «Who Wants to Live Forever» (з A Kind of Magic, 1986) | Браян Мей               | 5:16          |

| Третя сторона | Третя сторона                               | Третя сторона          | Третя сторона |
| #             | Назва                                       | Автор                  | Тривалість    |
| ------------- | ------------------------------------------- | ---------------------- | ------------- |
| 10.           | «Headlong» (з Innuendo, 1991)               | Queen (Мей)            | 4:37          |
| 11.           | «The Miracle» (from The Miracle, 1989)      | Queen (Мерк'юрі/Дікон) | 5:01          |
| 12.           | «I'm Going Slightly Mad» (з Innuendo, 1991) | Queen (Мерк'юрі)       | 4:22          |
| 13.           | «The Invisible Man» (з The Miracle, 1989)   | Queen (Тейлор)         | 3:58          |

| Четверта сторона | Четверта сторона                                    | Четверта сторона | Четверта сторона |
| #                | Назва                                               | Автор            | Тривалість       |
| ---------------- | --------------------------------------------------- | ---------------- | ---------------- |
| 14.              | «Hammer to Fall» (сингл-мікс, з The Works, 1984)    | Мей              | 3:40             |
| 15.              | «Friends Will Be Friends» (з A Kind of Magic, 1986) | Мерк'юрі, Дікон  | 4:08             |
| 16.              | «The Show Must Go On» (з Innuendo, 1991)            | Queen (Мей)      | 4:37             |
| 17.              | «One Vision» (сингл-мікс, з A Kind of Magic, 1986)  | Queen (Тейлор)   | 4:02             |
| 76:32            |                                                     |                  |                  |

| CD-версія Деякі треки були відредаговані для CD Девідом Річардсом | CD-версія Деякі треки були відредаговані для CD Девідом Річардсом | CD-версія Деякі треки були відредаговані для CD Девідом Річардсом |
| #                                                                 | Назва                                                             | Тривалість                                                        |
| ----------------------------------------------------------------- | ----------------------------------------------------------------- | ----------------------------------------------------------------- |
| 1.                                                                | «A Kind of Magic» (рано зникає)                                   | 4:22                                                              |
| 2.                                                                | «Under Pressure» (редагована версія)                              | 3:58                                                              |
| 3.                                                                | «Radio Ga Ga»                                                     | 5:43                                                              |
| 4.                                                                | «I Want It All» (синглова версія)                                 | 4:01                                                              |
| 5.                                                                | «I Want to Break Free» (сингл-мікс)                               | 4:18                                                              |
| 6.                                                                | «Innuendo»                                                        | 6:27                                                              |
| 7.                                                                | «It's a Hard Life»                                                | 4:09                                                              |
| 8.                                                                | «Breakthru»                                                       | 4:09                                                              |
| 9.                                                                | «Who Wants to Live Forever» (редагована версія)                   | 4:57                                                              |
| 10.                                                               | «Headlong» (оригінальне Innuendo LP-редагування)                  | 4:33                                                              |
| 11.                                                               | «The Miracle» (рано зникає)                                       | 4:54                                                              |
| 12.                                                               | «I'm Going Slightly Mad» (оригінальне Innuendo LP-редагування)    | 4:07                                                              |
| 13.                                                               | «The Invisible Man»                                               | 3:58                                                              |
| 14.                                                               | «Hammer to Fall» (синглова версія)                                | 3:40                                                              |
| 15.                                                               | «Friends Will Be Friends»                                         | 4:10                                                              |
| 16.                                                               | «The Show Must Go On» (рано зникає)                               | 4:23                                                              |
| 17.                                                               | «One Vision» (синглова версія)                                    | 4:01                                                              |
| 75:57                                                             |                                                                   |                                                                   |

| Японське перевидання 2011 року З бонус-треку для Японії, доступного в iTunes | Японське перевидання 2011 року З бонус-треку для Японії, доступного в iTunes | Японське перевидання 2011 року З бонус-треку для Японії, доступного в iTunes | Японське перевидання 2011 року З бонус-треку для Японії, доступного в iTunes |
| #                                                                            | Назва                                                                        | Автор                                                                        | Тривалість                                                                   |
| ---------------------------------------------------------------------------- | ---------------------------------------------------------------------------- | ---------------------------------------------------------------------------- | ---------------------------------------------------------------------------- |
| 18.                                                                          | «I Was Born to Love You» (з Made in Heaven, 1995)                            | Мерк'юрі                                                                     | 4:48                                                                         |
| 79:53                                                                        |                                                                              |                                                                              |                                                                              |

## Чарти
| Чарт (1991)                     | Позиція |
| ------------------------------- | ------- |
| Австралійський Top 50 альбомів  | 4       |
| Нідерландський Top 100 альбомів | 1       |
| Новозеландський Top 40 альбомів | 1       |
| Швейцарський Top 100 альбомів   | 1       |
| Британський чарт альбомів       | 1       |

| Чарт (1992)                  | Позиція |
| ---------------------------- | ------- |
| Австрійський Top 75 альбомів | 1       |
| Французький чарт альбомів    | 1       |
| Німецький чарт альбомів      | 2       |
| Угорський Top 40 альбомів    | 1       |
| Норвегія Top 40 альбомів     | 4       |
| Шведський Top 60 альбомів    | 2       |

| Чарт (2008)                 | Позиція |
| --------------------------- | ------- |
| Іспанський Top 100 альбомів | 45      |

| Чарт (1997)             | Позиція |
| ----------------------- | ------- |
| Німецький чарт альбомів | 72      |

## Сертифікації
| Країна                                                  | Сертифікація | Продано     |
| ------------------------------------------------------- | ------------ | ----------- |
| Аргентина (CAPIF)                                       | Діамант      | 500,000^    |
| Австралія (ARIA)                                        | 8×Платина    | 560,000^    |
| Австрія (IFPI Austria)                                  | 4×Платина    | 200,000*    |
| Бразилія (Pro-Música Brasil)                            | 2×Платина    | 500,000*    |
| Фінляндія (Musiikkituottajat)                           | 2×Платина    | 149,622     |
| Франція (SNEP)                                          | Діамант      | 1,238,700   |
| Німеччина (BVMI)                                        | 9×Золото     | 2,250,000^  |
| Італія (FIMI)                                           | Золото       | 50,000*     |
| Мексика (AMPROFON)                                      | Платина      | 250,000     |
| Швеція (GLF)                                            | Платина      | 100,000^    |
| Швейцарія (IFPI)                                        | 5×Платина    | 250,000^    |
| Велика Британія (BPI)                                   | 13×Платина   | 3,900,000   |
| Всього                                                  |              |             |
| Європа (IFPI)                                           | 13×Платина   | 13,000,000* |
| * Дані про продажі, засновані тільки на сертифікації    |              |             |
| ^ Дані про постачання, засновані тільки на сертифікації |              |             |